# Manuel Dias
Manuel Dias (chinois traditionnel : 陽瑪諾 ; pinyin : Yang Manuo) (Castelo Branco (Portugal), 1574 - Hangzhou, 4 mars 1659) est un missionnaire jésuite portugais.

## Biographie
Manuel Dias arriva en Chine en 1610 et atteignit Pékin en 1613. Il resta aussi quelque temps à Macao, à Shaochuan, à Hangzhou, à Ningbo, à Fuzhou et dans d'autres villes. Il mourut à Hangzhou durant le règne de l'empereur Shunzhi de la dynastie Qing.

## Œuvres
Manuel Dias est l'auteur du célèbre Tian wen lue (Abrégé d'astronomie). Plus connu sous son nom latin, Explicatio Sphæræ Cœlestis, ce livre fut d'abord publié en 1615. Il s'agit du premier ouvrage présentant le télescope en Chine. Celui-ci avait été inventé et utilisé pour l'observation astronomique quelques années auparavant par le mathématicien et astronome italien Galileo Galilei. Galilée soutenait la vision héliocentrique de Copernic, affirmant que le Soleil était au centre du système solaire, une position qui lui valut d'être dénoncé puis finalement jugé par l'Inquisition. Se référant à Galilée, Dias écrivit qu'un Européen avait inventé un type d'instrument permettant « d'observer des lieux éloignés comme s'ils étaient tout près ». Bien qu'il mentionne la théorie héliocentrique, Dias lui-même n'était pas convaincu et soutenait encore la vision géocentrique. Les sujets de Dias étaient l'astronomie et la science, mais son principal objectif était de diffuser le christianisme, en proclamant que « la base de la connaissance des cieux est la moralité, et la base de la moralité est de connaître et de servir Dieu ». Le titre chinois du livre, Tian wen lue est tiré de Tian wen, l'anthologie de poésie Chu du poète Qu Yuan (340–278 av. J.-C. environ). Alors que Qu Yuan croyait en l'existence de neuf sphères célestes, Dias introduisit les 12 divisions. Suivant la méthode du missionnaire jésuite Matteo Ricci qui consistait à expliquer les concepts chrétiens en termes familiers aux Chinois et tenant compte de la connaissance par le peuple chinois des neuf sphères célestes, Dias reformula et promut cette astronomie et cette religion mal connues en plaçant Dieu dans la 12e division, appelée Montagne du paradis. Il renforçait ainsi de manière visuelle et symbolique la connaissance du lecteur chinois de Dieu et du Paradis. Rédigé sous forme de questions-réponses aux interrogations chinoises, le livre a été étudié et réédité au XIXe siècle.